# Devade miranda
Devade miranda là một loài nhện trong họ Dictynidae.
Loài này thuộc chi Devade. Devade miranda được A. V. Ponomarev miêu tả năm 2007.